# Wide Awake in America
Wide Awake in America — міні-альбом ірландського рок-гурту U2, виданий в 1985 році.

## Про альбом
«A Sort of Homecoming» записана під час саундчека 15 листопада 1984 року на арені Вемблі, Лондон, Англія. Ефект натовпу був доданий пізніше.
Назва альбому відсилає до тексту пісні «Bad». Фотографія і дизайн обкладинки — Метт Махурін.
Мініальбом вийшов у Великій Британії 19 жовтня 1987 року.

## Список композицій
| Перша сторона | Перша сторона                 | Перша сторона | Перша сторона |
| #             | Назва                         | Продюсер      | Тривалість    |
| ------------- | ----------------------------- | ------------- | ------------- |
| 1.            | «Bad» (live)                  | U2            | 7:59          |
| 2.            | «A Sort of Homecoming» (live) | Тоні Вісконті | 4:05          |

| Друга сторона | Друга сторона         | Друга сторона                | Друга сторона |
| #             | Назва                 | Продюсер                     | Тривалість    |
| ------------- | --------------------- | ---------------------------- | ------------- |
| 1.            | «The Three Sunrises»  | U2, Браян Іно, Даніель Лануа | 3:50          |
| 2.            | «Love Comes Tumbling» | U2                           | 4:45          |

## Чарти і сертифікації
| Країна          | Найвища позиція | Сертифікація | Продажі  |
| --------------- | --------------- | ------------ | -------- |
| Канада          |                 | Платиновий   | 100,000+ |
| Велика Британія | 11              | Срібний      |          |
| США             | 37              | Платиновий   |          |

| 1985 | «The Three Sunrises» | 16 |

## Учасники запису
- Боно — вокал
- Едж — гітара, клавішні, вокал
- Адам Клейтон — бас-гітара
- Ларрі Маллен — ударні